# عجلة احتياطية
العجلة الاحتياطية أو الإطار الاحتياطي هو عجلة إضافية تُوضع في السيارة بديلًا للعجلة التي قد تتلف أو تُعطب في أثناء السير. اسم الإطار الاحتياطي بشكل عام اسم مغلوط، حيث أن جميع المركبات تقريبًا تحمل في الواقع عجلة كاملة ذات إطار مثبت عليها وليس إطارًا فقط، حيث أن تركيب إطار على عجلة سيتطلب من سائق السيارة حمل معدات إضافية متخصصة. تستخدم العجلة الاحتياطية حلًا مؤقتًا ريثما يذهب السائق إلى مشغل تصليح سيارات ويُصلح العجلة الأساس ولسرعة القيادة بها حد حسب الدولة.